# Maladera
Maladera es un género de escarabajos de la familia Scarabaeidae, incluye especies como Maladera insanabilis y Maladera formosae. Hay por lo menos 480 especies descritas.

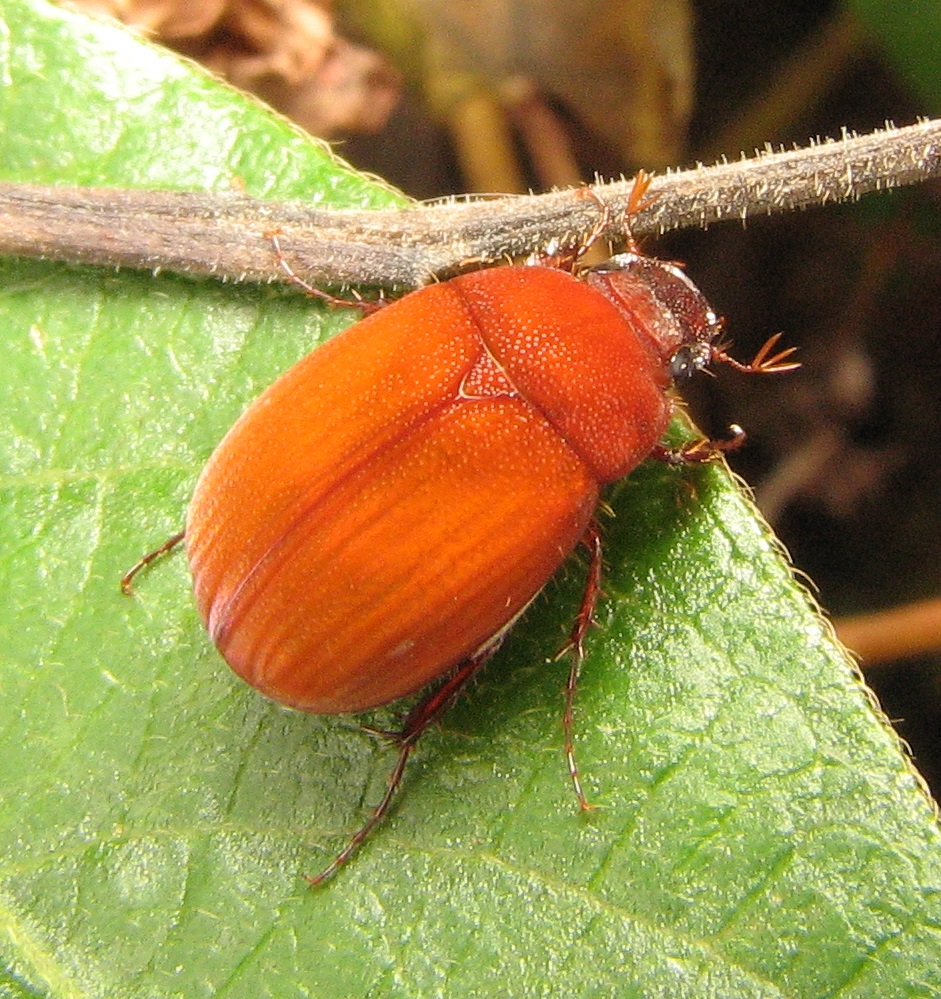
Maladera formosae